# Gaetano Fantuzzi
Gaetano Fantuzzi (Gualdo, 1º agosto 1708 – Roma, 1º ottobre 1778) è stato un cardinale italiano.

## Biografia
Figlio di Giacomo e Laura Gottifredi, nacque a Gualdo, nell'arcidiocesi di Ravenna, il 1º agosto 1708. Da parte di madre era imparentato con padre Alessandro Gottifredi, che fu superiore generale della Compagnia di Gesù.
Studiò lettere e filosofia al Collegio San Carlo di Modena e all'Università di Pisa; in seguito ottenne il dottorato in legge all'Università di Ravenna nel novembre 1730.
Recatosi a Roma, intraprese la carriera ecclesiastica, ottenendo diversi posti minori nella Curia vaticana. Tra questi ci furono gli incarichi di uditore della Sacra Rota e della Congregazione dei Riti. Venne ordinato sacerdote nel 1745 circa.
Fu creato cardinale-presbitero da papa Clemente XIII nel concistoro del 24 settembre 1759. Il 19 novembre 1759 ottenne il titolo cardinalizio di Sant'Agostino. Il 6 aprile 1767 optò per il titolo di San Pietro in Vincoli.
Nell'agosto 1761 fu nominato prefetto della Congregazione dell'immunità ecclesiastica. Fu camerlengo del collegio cardinalizio dal 16 febbraio 1767 al 25 gennaio 1768. Partecipò a due conclavi: quello del 1769, che portò all'elezione di papa Clemente XIV; e quello del 1774-1775, che portò all'elezione di papa Pio VI.
Morì il 1º ottobre 1778 a Roma. I suoi resti riposano nella basilica di San Pietro in Vincoli.